# میشل آنسل
میشل آنسل (به فرانسوی: Michel Ancel؛ زادهٔ ۲۹ مارس ۱۹۷۲) یک طراح بازی ویدیویی فرانسوی است. او بیشتر به خاطر خلق فرنچایز ریمن شناخته می شود و طراح اصلی یا کارگردان چندین بازی از جمله ریمن ریشه ها و دنباله آن ریمن لجندز بود. او همچنین برای بازی ویدیویی پرطرفدار فراتر از خوب و بد و برای کینگ کونگ که بر اساس فیلم کینگ کونگ شناخته شده است. در سال ۲۰‍۱۷ او کار بر روی فراتر از خوب و بد ۲ را آغاز کرد.